# Tóth László (kosárlabdázó)
Tóth László (Székesfehérvár, 1931 – Kalifornia, USA, 2022. július 4. előtt) Európa-bajnok magyar kosárlabdázó.

## Pályafutása
1953 és 1956 között a Székesfehérvári Építők játékosa volt. Csapatával 1953 és 1955 között a hatodik helyen végzett az országos bajnokságban, 1956-ban a negyedik helyen végeztek.
1955–56-ban hat alkalommal szerepelt a magyar válogatottban. Tagja volt az 1955-ös budapesti Európa-bajnokságon aranyérmes együttesnek.
Az 1956-os forradalom idején elhagyta Magyarországot és azóta a Los Angeles melletti Laguna Hillsben élt.

## Sikerei, díjai
Magyarország
- Európa-bajnokság
  - aranyérmes: 1955, Budapest